# Rede pública de telefonia comutada
A rede pública de telefonia comutada ou RPTC (do inglês public switched telephone network ou PSTN) é o termo usado para identificar a rede telefônica mundial comutada por circuitos destinada ao serviço telefônico, sendo administrada pelas operadoras de serviço telefônico. Inicialmente foi projetada como uma rede de linhas fixas e analógicas porém atualmente é digital e inclui também dispositivos móveis como os telefones celulares.
A rede pública de telefonia está para a comutação por circuitos como a Internet está para o IP e a comutação por pacotes. O uso de comutação por circuitos provê a qualidade de serviço necessária para transmissão de voz pois o circuito é reservado durante toda a ligação, mesmo havendo silêncio, e é liberado apenas quando a chamada é desligada. Esta rede dá suporte restrito para comunicação de dados.
A rede de telefonia pública comutada existe desde o começo do século XX. Um sistema de telefonia fixa é constituído por centrais de comutação telefônica, terminais de serviço telefônico, rede de cabos de interligação entre os assinantes do serviço de telefonia pública e a central pública de comutação telefônica e por entroncamentos de transmissão entre as várias centrais telefônicas. 
Os padrões da rede pública de telefonia são ditados em sua maior parte pelo ITU-T seguindo o padrão de endereçamento E.163/E.164 conhecidos popularmente como os números dos telefones.

## Elementos
As centrais telefônicas são constituídas de várias posições, denominadas terminais telefônicos. Elas têm a função de gerenciar e efetuar a comutação de conexões entre estes terminais telefônicos. A quantidade de terminais telefônicos instalados em uma central pública varia, dependendo do tipo de central, desde algumas centenas de terminais até várias dezenas de milhares de terminais. 
O terminal telefônico é uma posição de comutação da central pública. Os terminais telefônicos são identificados por um número que é único dentro da central a que pertence. Para que os terminais de uma central telefônica possam ser diferenciados de outra central e acessados de todo o mundo, foi criado um plano de numeração universal: 
00 XX PP AA CCCC MCDU
- 00 - Prefixo para ligações internacionais;
- XX – Código da operadora;
- PP – Código do país;
- AA – Código de área do telefone;
- CCCC – Prefixo da central telefônica;
- MCDU – número do terminal telefônico.

As centrais públicas de comutação telefônica são responsáveis pela realização das conexões telefônicas. Define-se por conexão telefônica, o circuito estendido entre dois terminais telefônicos para transmissão de uma conversação. A central pública identifica os terminais originador (assinante A) e chamado (assinante B). Procura um caminho livre para conectá-los. Sinaliza o terminal chamado com o toque de campainha (ring). Quando o assinante B retira o fone do gancho, completa-se a ligação, ou estabelece-se uma conexão telefônica. A conexão será desfeita quando qualquer um dos terminais desligar.

## Classificação
Para permitir a instalação do aparelho telefônico na residência do assinante (linha telefônica), existem as redes de distribuição telefônicas. Uma rede telefônica é, fundamentalmente, uma malha de cabos que interligam as centrais telefônicas e os assinantes. Em detalhes, veremos que a rede telefônica possui outros elementos além dos cabos telefônicos. 
A rede telefônica pode ser classificada, segundo sua abrangência, em rede de assinantes, rede local e rede interurbana. Rede de Assinantes é a rede de acesso que liga os assinantes até a central de comutação. Rede Local é a rede de entroncamento de uma cidade. Rede Interurbana é a rede de entroncamento entre centrais de diferentes cidades. 
A rede telefônica urbana pode também ser classificada em:
- Planta externa: rede de acesso e rede de distribuição de acesso;
- Planta interna: de central e de assinante;
- Rede de transporte: transmissão e entroncamento.

### Planta interna
Entre o equipamento da central telefônica e a saída dos cabos para a rua, existe a planta interna de central. Os cabos saem da central telefônica, passam pelo distribuidor geral, descem para a galeria de cabos e ganham a rua. Cabe diferenciar rede interna de planta interna: planta interna envolve tudo o que está dentro do prédio da central telefônica e rede interna é a interligação entre a central e o distribuidor geral. A interligação entre o distribuidor geral e a galeria de cabos, embora seja da planta interna, pertence a rede externa. 

### Distribuidor geral
Os terminais telefônicos das centrais são disponibilizados no Distribuidor Geral (DG). O cabo que interliga o DG e a central é a rede interna de central. Muitas vezes existem várias centrais dentro do mesmo prédio. Todas têm seus terminais terminados no DG. O DG é constituído de uma estrutura de metal que suporta blocos para a terminação de cabos, permitindo a interligação entre os cabos provenientes da central e os cabos provenientes da rua.  Do lado da central, os blocos de conexão são organizados em uma seqüência horizontal. Do lado da rua, os blocos são organizados na sequência vertical. Nos blocos terminais no lado da rede externa, existem as proteções de rede contra descargas elétricas. 
Os dispositivos responsáveis pela proteção são chamados de módulos de proteção. Antigamente esta proteção era feita separadamente através de fusíveis associados com centelhadores. Os módulos de proteção atuais protegem a planta interna contra surtos de tensão (descargas elétricas) e sobrecorrentes, através de um único dispositivo. Existem módulos que operam por bobinas térmicas, por centelhadores a gás e por dispositivos de estado sólido (PTC).

### Galeria de cabos
Normalmente está abaixo do nível do solo e imediatamente abaixo do DG. Os cabos que chegam da rua são de elevada capacidade – da ordem de 2.400 pares – e as colunas do DG onde são terminados, normalmente, têm capacidade para 800 pares. Na galeria de cabos, o cabo que chega da rua é distribuído em outros cabos de menor capacidade, que sobem diretamente para as colunas verticais do DG. 
Na terminação do cabo, denominada de cabeçote, existe a pressurização do cabo e os medidores de pressão interna. A pressurização com ar seco evita infiltração de água no cabo, nos casos de defeito na camada isolante externa do cabo ou de alguma emenda subterrânea. Existe uma monitoração de bombeamento específica para cada cabo. Se o bombeamento de ar para um determinado cabo começar a subir, significa que há vazamento. Este vazamento precisa ser localizado e reparado antes que aumente e produza consequências mais graves.

### Planta externa
Entende-se por planta externa como sendo toda a porção da rede entre o prédio da central telefônica e a edificação do cliente. Quanto a concepção, podemos identificar dois tipos de redes de distribuição externa: redes rígidas e redes flexíveis. 

### Redes rígidas
As redes rígidas saem da central e chegam diretamente no cliente, sendo também chamadas de redes dedicadas. 
Esta rede é empregada para o atendimento de grandes edifícios que, em razão da demanda de terminais telefônicos a serem instalados no mesmo endereço, justifica uma grande quantidade de pares (facilidades de rede) dedicados a ele. Algumas vezes, o cabo todo é dedicado a um único endereço. O cabo que sai do centro telefônico é denominado cabo alimentador e suas ramificações são chamadas de cabos laterais. 
As redes rígidas têm seus pontos positivos e negativos. Entre os positivos está o fato de dispensar qualquer trabalho na rua, por ocasião de instalação de um terminal no endereço. Em consequência, ganha-se na agilidade, na redução da mão de obra e na segurança, pois a rede não é facilmente acessível externamente. Mas esta vem também a ser a desvantagem. Quando existe falta de facilidades de rede nas imediações do trajeto do cabo, para atendimento de outros assinantes, mas existe abundância de facilidades vagas no cabo direto, elas não podem ser utilizadas. É necessário o lançamento, ou ampliação, de outro cabo. 

### Redes flexíveis
As redes flexíveis se caracterizam pela subdivisão em duas redes: rede de distribuição de acesso e rede de acesso. 

#### Distribuição
Também conhecida como rede primária, é uma rede composta por cabos de alta capacidade, conhecidos como cabo primário, que levam as facilidades do DG até pontos de distribuição denominados de Armários de Distribuição. Um cabo primário pode alimentar vários armários de distribuição. Em geral, deixa uma contagem de 600 pares primários em cada armário. 

#### Acesso
Também conhecida como rede secundária, ela começa no armário de distribuição e é terminada na casa do cliente. Geralmente o seu trajeto é aéreo. Composta de cabos de menor capacidade, geralmente de 200 pares, conhecidos por cabos secundários. A rede de acesso pulveriza o atendimento até os assinantes.  